# Eleri Earnshaw
Eleri Earnshaw (St Asaph, 17 mei 1985) is een voetbalster uit Wales. Ze speelt al vanaf 2002 voor het Welsh voetbalelftal en vanaf 2010 voor de Amerikaanse voetbalclub SoccerPlus Connecticut.

## Clubcarrière
| Jaar         | Club                                            |
| ------------ | ----------------------------------------------- |
| 2000 - 2001  | Bangor City Girls                               |
| 2001 - 2004  | Arsenal LFC (vrouwenvoetbalteam van Arsenal FC) |
| 2002 - 2003  | → Barnet F.C. Ladies (uitgeleend)               |
| 2004 - 2005  | Iona Gaels                                      |
| 2005 - 2008  | New York Magic                                  |
| 2007 - 2009  | voetbalteam van de Long Island University       |
| 2009 - 2010  | New York Athletic Club                          |
| 2010 - heden | SoccerPlus Connecticut                          |

## Debuut
Earnshaw voetbalde ook voor het Welsh vrouwenvoetbalteam onder 19. Haar echte debuut maakte toen ze scoorde in een wedstrijd tegen Schotland in mei 2002 op 17-jarige leeftijd.